# Royal Scottish Academy

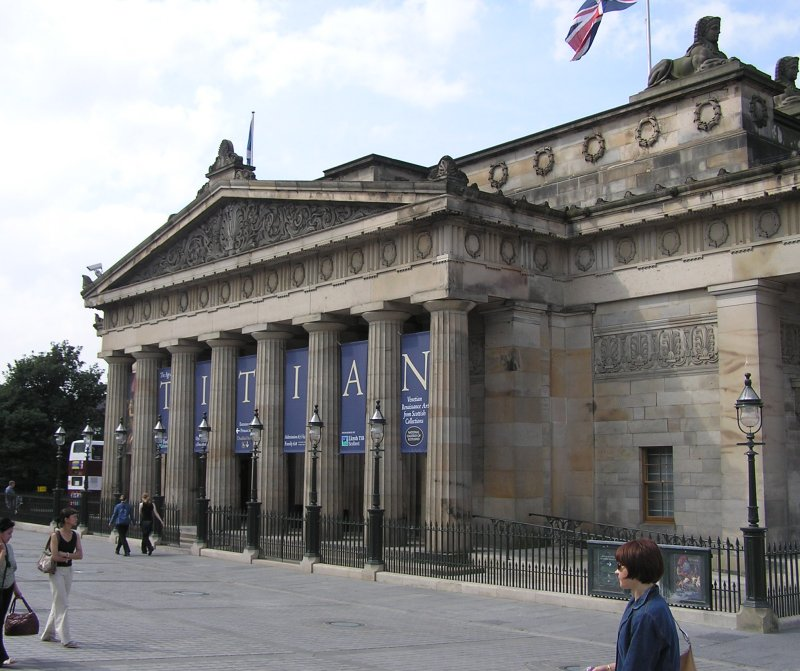
Royal Scottish Academy

Die Royal Scottish Academy ist eine unabhängige, private Institution, die von bedeutenden Künstlern und Architekten geführt wird. Die Akademie wurde 1826 von elf Künstlern gegründet.
Die Akademie ist im Royal Scottish Academy Building in Edinburgh angesiedelt, welches sich in der Princes Street befindet. Das Gebäude, ursprünglich entworfen von William Henry Playfair, wurde als Teil des Project Playfair renoviert und unterirdisch mit der National Gallery of Scotland verbunden. Beide Gebäude werden von den National Galleries of Scotland genutzt.